# Bindiriyel
Ne doit pas être confondu avec Bindiryel.
Bindiriyel (ou Bindryel, Bindiriel) est une localité du Cameroun située dans la commune de Tchati-Bali, le département du Mayo-Danay et la Région de l'Extrême-Nord, à la frontière avec le Tchad.

## Population
En 1967, la localité comptait 266 habitants, principalement des Toupouri.
Lors du recensement de 2005, on y a dénombré 1 358 personnes.